# Pellenes vanharteni
Pellenes vanharteni es una especie de araña saltarina del género Pellenes, familia Salticidae. Fue descrita científicamente por Wesolowska en 1998.
Habita en islas Cabo Verde. La araña macho mide alrededor de 1,3 mm de largo por 1,1 mm y el abdomen mide 1,2 mm por 0,9 mm.